# Aworded
 (mars 2014).
Aworded (Apalabrados de son nom d’origine en espagnol, anciennement Angry Words) est un jeu en ligne pour smartphone et tablette créé par l'argentin Maximo Cavazzani, pour la société Etermax, en 2011.
Le jeu est un clone du jeu Wordfeud, lui-même très largement inspiré du plus connu jeu de plateau Scrabble, dont il reprend les grands principes : la confection de mots par assemblage de lettres ; la valeur attribuée à chaque lettre ; le plateau comportant certaines cases qui doublent ou triplent la valeur de la lettre ou du mot qui y est posé.
Il est distribué, en plusieurs langues, par téléchargement en versions gratuite ou payante (sans publicité).

## Système de jeu
Aworded est inspiré du scrabble.
La sélection des adversaires peut être aléatoire ou déterminée, volontaire ou subie. Des éléments de statistique forment le palmarès (profil) de chaque joueur qui peut aussi consulter celui de son adversaire.
Le plateau de 15 cases par côté est constellé d'emplacements à valeur ajoutée. Chaque joueur peut agir sur quelques paramètres particulier : son, confirmation, sélection des adversaires, etc.
Un mode de dialogue écrit, avec repère (tchat) autorise un échange de phrases pendant la partie en cours.
Chaque coup joué peut être publié, ou non, sur Facebook ou Twitter.
Le jeu se compose de 102 jetons :
|        | 1 | 2 | 3 | 4 | 5  | 6 | 7 | 8 | 9 | 10 | 11 | 12 | 13 | 14 | 15 | 16 | 17 | 18 | 19 | 20 | 21 | 22 | 23 | 24 | 25 | 26 | 27 |
|        | A | B | C | D | E  | F | G | H | I | J  | K  | L  | M  | N  | O  | P  | Q  | R  | S  | T  | U  | V  | W  | X  | Y  | Z  | *  |
| Nombre | 9 | 2 | 2 | 3 | 15 | 2 | 2 | 2 | 8 | 1  | 1  | 5  | 3  | 6  | 6  | 2  | 1  | 6  | 6  | 6  | 6  | 2  | 1  | 1  | 1  | 1  | 2  |
| Valeur | 1 | 3 | 3 | 2 | 1  | 4 | 2 | 4 | 1 | 8  | 10 | 1  | 2  | 1  | 1  | 3  | 8  | 1  | 1  | 1  | 1  | 4  | 10 | 10 | 10 | 10 | 0  |

Une règle du jeu décrit les mots recevables, le mode de placement et la nature du dictionnaire de référence.

## Développement
Le jeu a été créé et développé par l'argentin Maximo Cavazzani, pour la société Etermax, en 2011, en cinq mois.
Il a été publié à la fin de l’année 2011, à l'origine sous le nom espagnol d'Apalabrados.
Selon la page iTunes du jeu et l'agence de presse espagnole Europa Press, la version espagnole du jeu a été l'application gratuite la plus téléchargée en 2012 sur le site espagnol d'iTunes.